# Paul Bourget

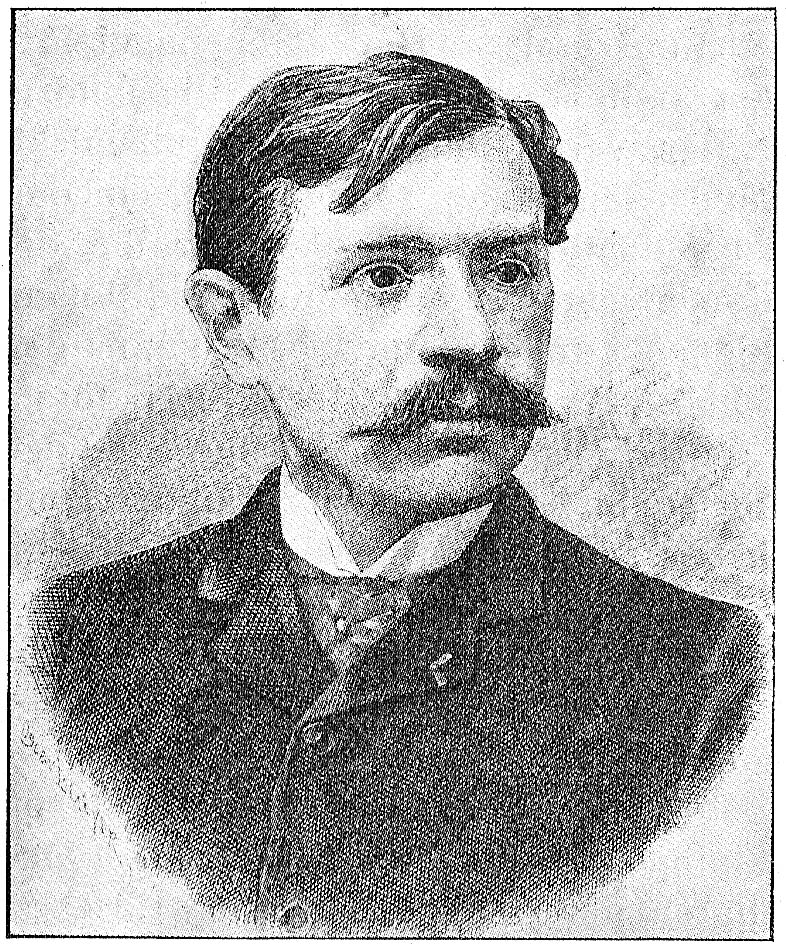
Paul Bourget (1852–1935).

Paul Charles Joseph Bourget (* 2. September 1852 in Amiens; † 25. Dezember 1935 in Paris) war ein französischer Schriftsteller, der vor allem als Romancier tätig war.

## Leben und Schaffen
Paul Bourget (so sein Name als Autor) wuchs auf in Clermont-Ferrand, wo sein Vater eine Universitäts-Professur erhalten hatte und etwas später hoher Beamter des Bildungswesens (recteur d’Académie) wurde. Mit 15 Jahren kam er nach Paris und absolvierte die letzten Gymnasialjahre am renommierten Lycée Louis-le-Grand. 1870 erlebte er hautnah den Aufstand der Pariser Kommune, der ihn nach anfänglichen Sympathien für die Revolutionäre in seiner konservativen Einstellung bestärkte. Während seines anschließenden Literaturstudiums entwickelte er Kontakte zur Dichtergruppe der Parnassiens, schrieb Lyrik, die er 1875 erstmals auch als Buch publizierte, und betätigte sich als literarischer Journalist, insbesondere als Theaterkritiker. In dieser Zeit lernte er Léon Bloy kennen. 
Um 1880 verfasste er eine Serie scharfsinniger Porträts bedeutender neuerer Autoren, unter anderen Charles Baudelaire, Ernest Renan, Stendhal, Hippolyte Taine, die er 1883 in dem vielbeachteten Band Essais de psychologie contemporaine gesammelt herausgab. Hiernach entwickelte er sich zum Romancier, der sich ebenfalls auf die Psychologie seiner Figuren konzentrierte und sich damit bewusst vom Naturalismus à la Goncourt und Zola absetzte. Die bekanntesten Titel dieser ersten Romancier-Jahre wurden Cruelle énigme (Grausames Rätsel, 1885), Un Crime d’amour (Verbrechen aus Liebe, 1886), André Cornélis (1887), Mensonges (Lügen, 1887) und vor allem Le Disciple (der Schüler/Jünger, 1889), dessen Handlung im mondänen Pariser Milieu angesiedelt ist und sich um einen zwanghaften jungen Analytiker seiner selbst und den Selbstmord der jungen Frau rankt, die ihn liebt und die er verführt und in den Tod treibt.
Hiernach begann Bourget sich auf eher moralisch intendierte Romane zu verlegen, mit denen er vor allem ein mondän-konservatives, d. h. katholisches, monarchistisches, nationalistisches, bürgerliches und vor allem auch weibliches Publikum ansprach, bei dem er mit seiner beachtlichen Produktion bis hin zum Ersten Weltkrieg höchst erfolgreich war.
1894 wurde er mit der Aufnahme in die Académie française belohnt. 1898, zur Zeit der Dreyfus-Affäre, war er konservativer Anti-Dreyfusard und Sympathisant der nationalistischen Action française.
1901 kehrte er zur Frömmigkeit seiner Kindheit zurück und behandelte in seinen Romanen entsprechende Themen. Nachdem die Welt, über die und für die er schrieb, im Ersten Weltkrieg weitgehend untergegangen war, geriet Bourget, obwohl er immer noch fleißig produzierte, schon zu Lebzeiten in Vergessenheit. Bei Mentalitäts- und Sozialhistorikern gelten seine Romane als Fundgrube für Informationen zur Lebensweise und Vorstellungswelt der Pariser Bourgeoisie der Belle Époque.

## Werke

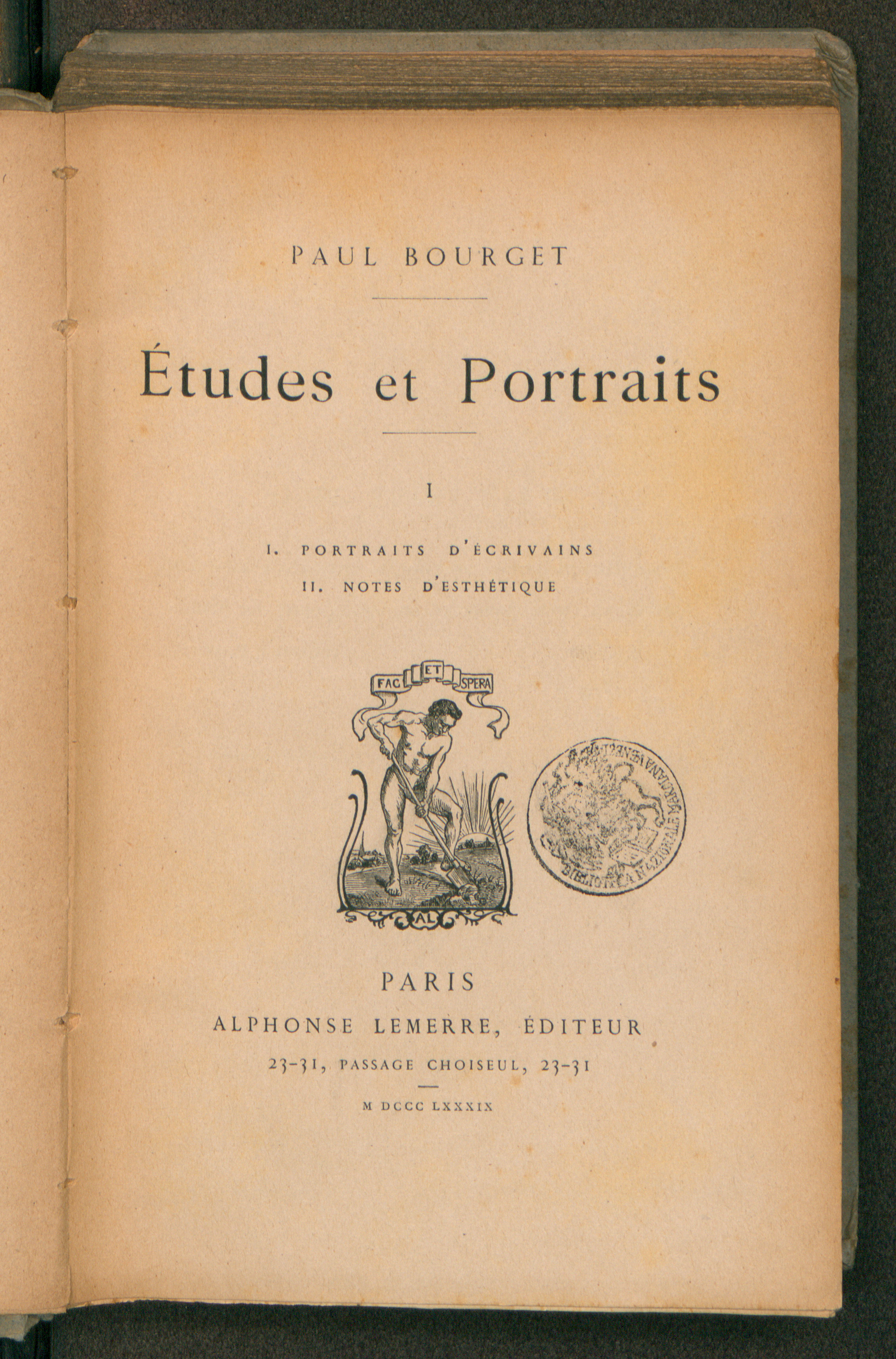
Études et portraits, 1889

- Le Démon de midi. Neuaufl. Fayard, Paris 1951.
- Études et portraits, 1889; Plon, Paris 1919. 2 Bde.
- Deuxième Amour. Alphonse Lemerre, Paris 1898.
- Ein Frauenherz („Un cœur de femme“). Manesse Verlag, Zürich 2006, ISBN 978-3-7175-2082-5.
- Ein grausames Rätsel („Une cruelle énigme“). Lüders, Berlin 1885.
- Kosmopolis. Roman („Cosmopolis“). Engelhorn Verlag, Stuttgart 1892. 2 Bde.
- Lügen („Mensonges“). Deutsch Grimm Verlag, Budapest 1891.
- Nouvelles pages de critique et de doctrine. Plon, Paris 1922. 2 Bde.
- Psychologische Abhandlungen über zeitgenössische Schriftsteller („Essais de psychologie contemporaine“). Bruns Verlag, München 1903. 2 Bde.

1. Charles Baudelaire, Ernest Renan, Gustave Flaubert, Taine, Stendhal (daraus: Charles Baudelaire)
2. Alexandre Dumas der Jüngere, Leconte de Lisle, Les Goncourt, Iwan Turgenjew, Henri-Frédéric Amiel.

- Der Schüler. Roman („Le Disciple“). DVA, Stuttgart 1889.
- Der Todessinn („Le Sens de la mort“). Orell Füßli, Zürich 1916.
- Lazarine (1917). Zürich 1923.